# Zingst

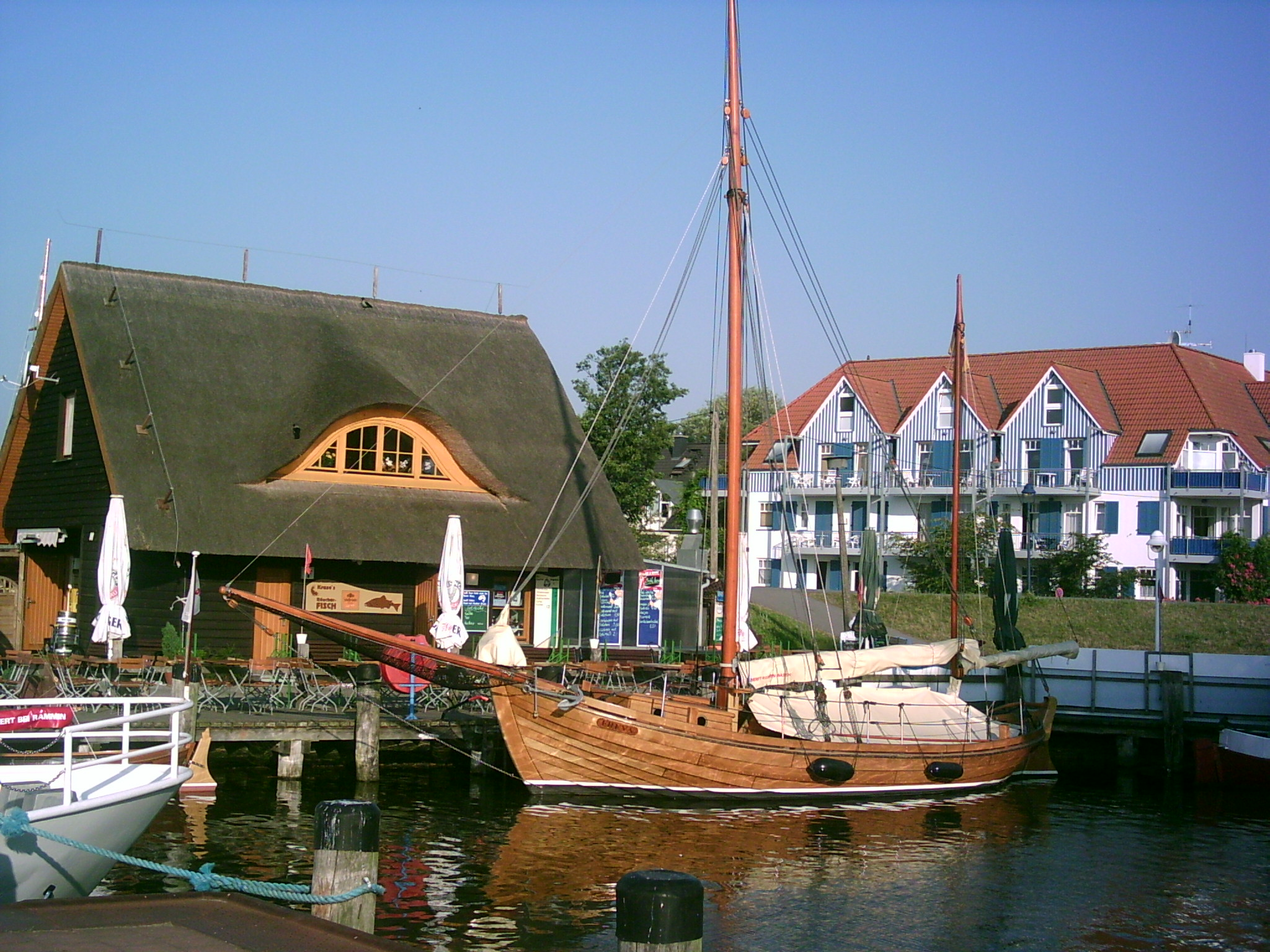
De haven van Zingst

Zingst is een schiereiland voor de kust van de Duitse deelstaat Mecklenburg-Voor-Pommeren. Het vormt een onderdeel van het schiereiland Fischland-Darß-Zingst. Ten noorden van Zingst ligt de Oostzee en aan de zuidkant de Barther Bodden en de Grabow, die beide deel uitmaken van de Bodden langs de kust van Voor-Pommeren. Het schiereiland is 20 km lang en 2 à 4 km breed en heeft een oppervlakte van 50 km². Bestuurlijk vormt Zingst één gemeente, die als amtsfreie Gemeinde deel uitmaakt van het Landkreis Vorpommern-Rügen. Zingst telt 3.154 inwoners (31 december 2018), en één nederzetting, die ook Zingst heet.
Zingst wordt aan de westkant sinds 1874 met de oostkant van Darß verbonden door een 100 m brede landbrug, die de Prerowstrom afsluit, die in 1872 voor een ernstige overstroming had gezorgd. Aan de zuidwestkant heeft Darß via Fischland op zijn beurt een vaste verbinding met het vasteland. Naast de verbinding via Darß heeft Zingst aan de zuidwestkant via de Meiningenbrug ook een directe verbinding met het vasteland.
Sinds 2002 voert Zingst de titel van Ostseeheilbad, maar het schiereiland wordt al sinds het eind van de 19de eeuw door bad- en kuurgasten bezocht. Aan de Oostzeekant heeft Zingst en 18 km lang strand. Aan de kant van de Barther Bodden bevindt zich een haven.  
De oostelijke helft van Zingst wordt achtereenvolgens gevormd door het Zingster Osterwald, waar sinds 1955 een zestal kustmammoetbomen staat, en de Sundischen Wiesen. De laatste hebben hun naam danken aan de stad Stralsund, waartoe ze ooit behoorden. Dit gebied was ten tijde van de DDR als raketbasis verboden terrein. Het is sinds 1990 een onderdeel van het nationaal park Vorpommersche Boddenlandschaft. Bij het verdwenen dorp Pramort bevindt zich een groot windwad, een wad dat niet door getijdewerking, maar bij aflandige wind droogvalt. Dit gebied vormt tijdens de vogeltrek een belangrijke rustplaats voor kraanvogels.
Nog verder naar het oosten ligt de Großer Werder, een voormalig eiland dat sinds het eind van de 20ste eeuw met Zingst vergroeid is geraakt. Bestuurlijk behoort dit onbewoonde gebied niet tot Zingst, maar tot Groß Mohrdorf.